# Üstökös pöfeteg
Az üstökös pöfeteg (Lycoperdon umbrinum) a csiperkefélék családjába tartozó, Eurázsiában és Észak-Amerikában honos, fenyvesekben élő, ehető gombafaj. 

## Megjelenése
Az üstökös pöfeteg termőteste 3-7 cm magas és 3-8 cm széles, körte alakú. Színe eleinte szürkésbarnás, idősen sötétbarna. Felszíne (különösen a tetején) rövid, kiálló vagy egymáshoz hajló tüskékkel borított, amelyek csak idősen hullnak le és a belső burkon nem hagynak hálószerű mintázatot. A külső burok vékony, papírszerű. 
Húsa (gleba) fiatalon tömör, fehér színű, később sárgás, éretten sárgásbarna, porszerű. Meddő alsó része jól fejlett, szivacsos állagú, fehéres vagy barnás. Tövéhez gyökérszerű fehér rizomorfok kapcsolódnak. 
Spórapora olívbarna. Spórája kerek, sima vagy finoman tüskézett, csírapórusa nincs, mérete 3,5-5 µm. 

### Hasonló fajok
A barnás pöfeteg és a tüskés pöfeteg hasonlít hozzá. 

## Elterjedése és termőhelye
Eurázsiában és Észak-Amerikában honos. Magyarországon viszonylag ritka.
Fenyvesekben, főleg hegyvidéki lucosokban él, inkább homokos talajon. Augusztustól októberig terem. 
Fiatalon, míg belseje fehér, ehető.    

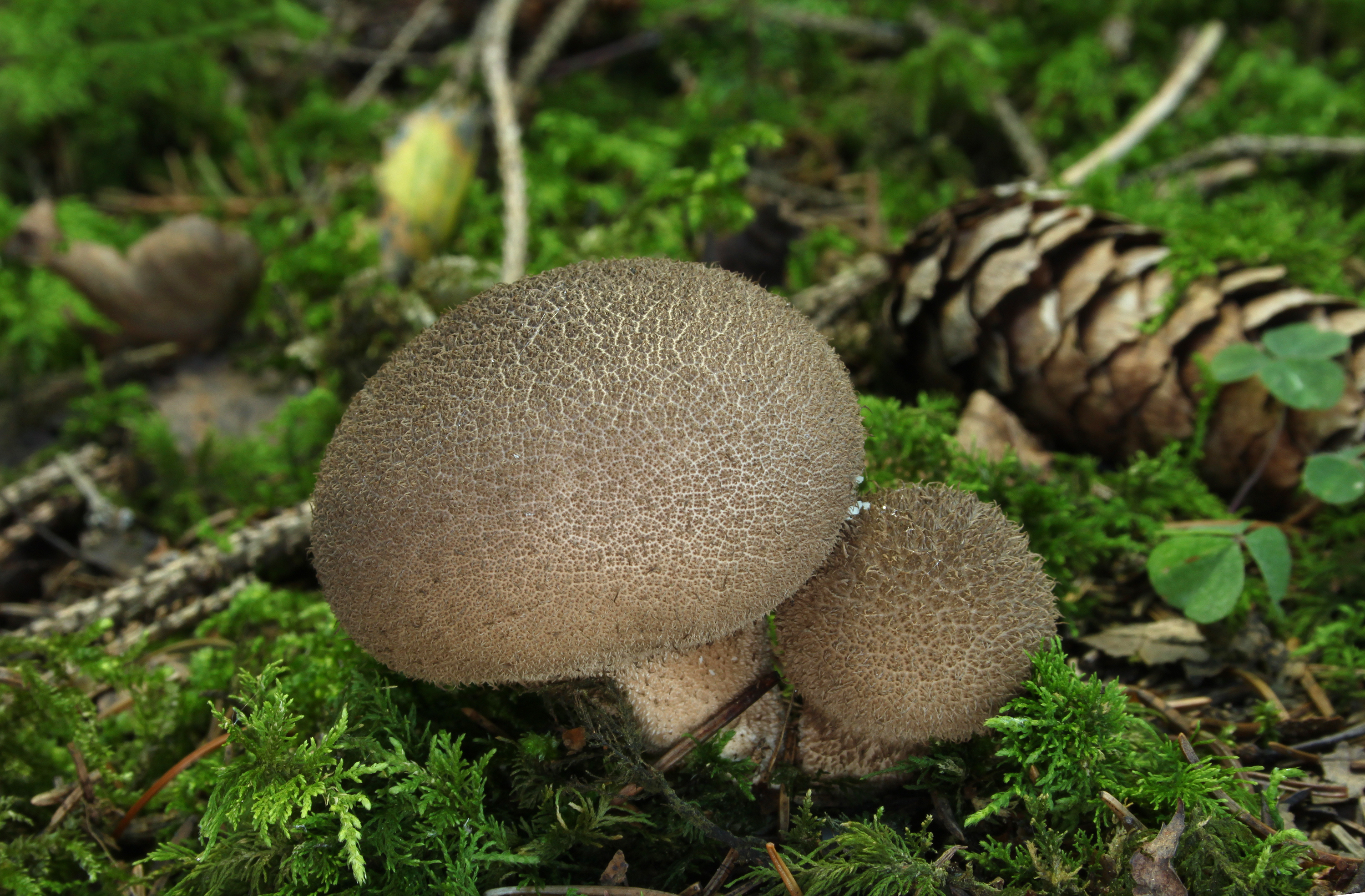
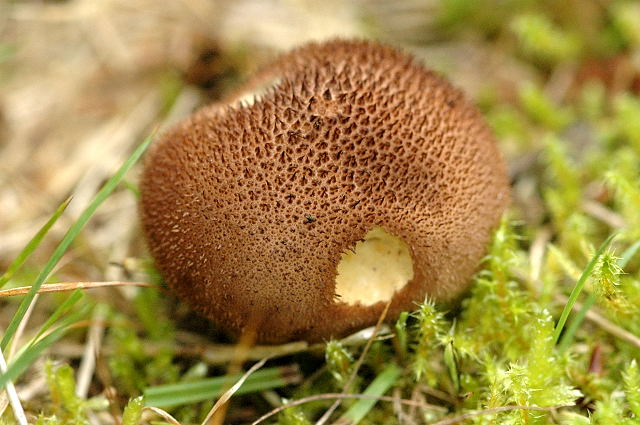
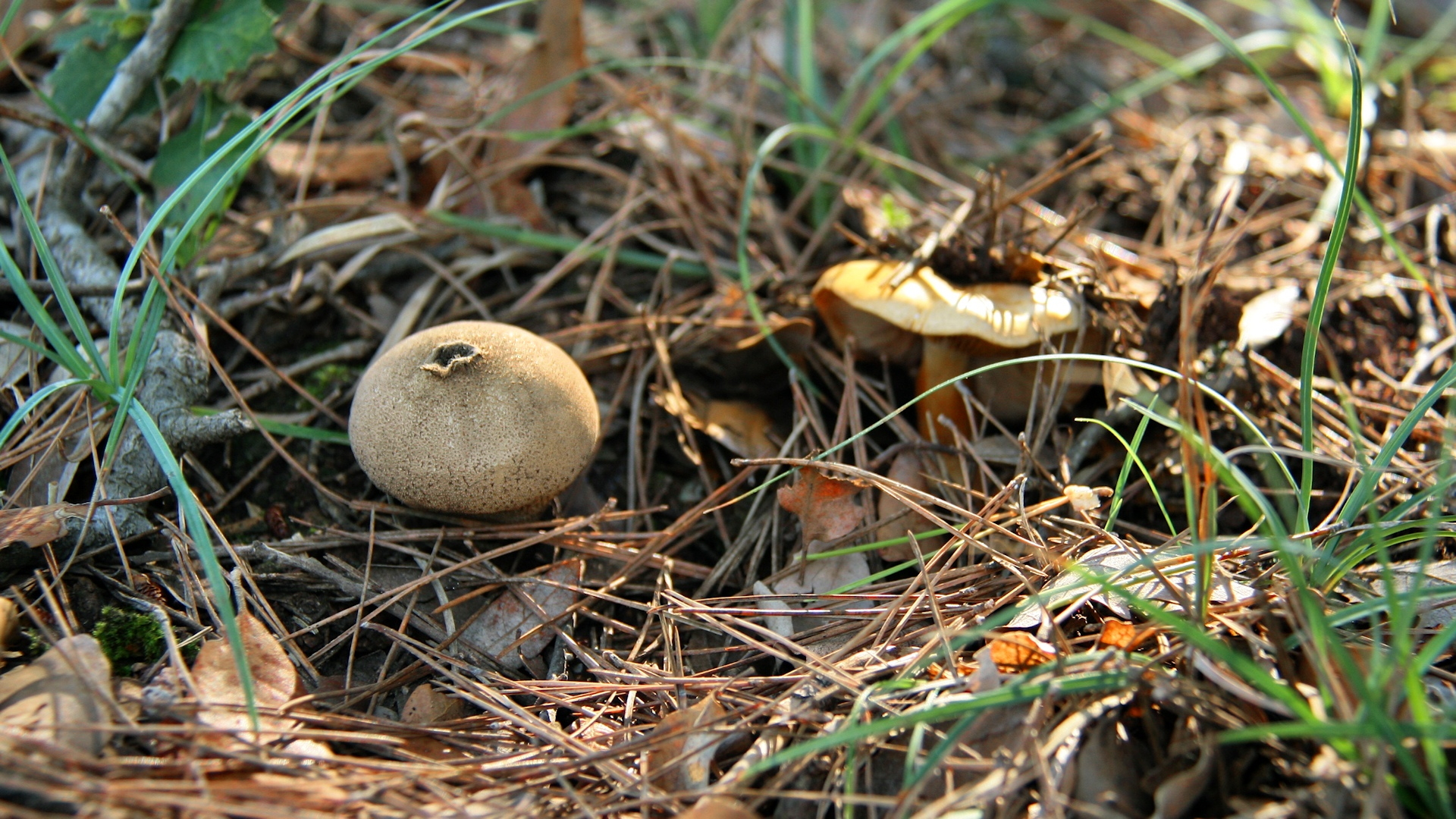
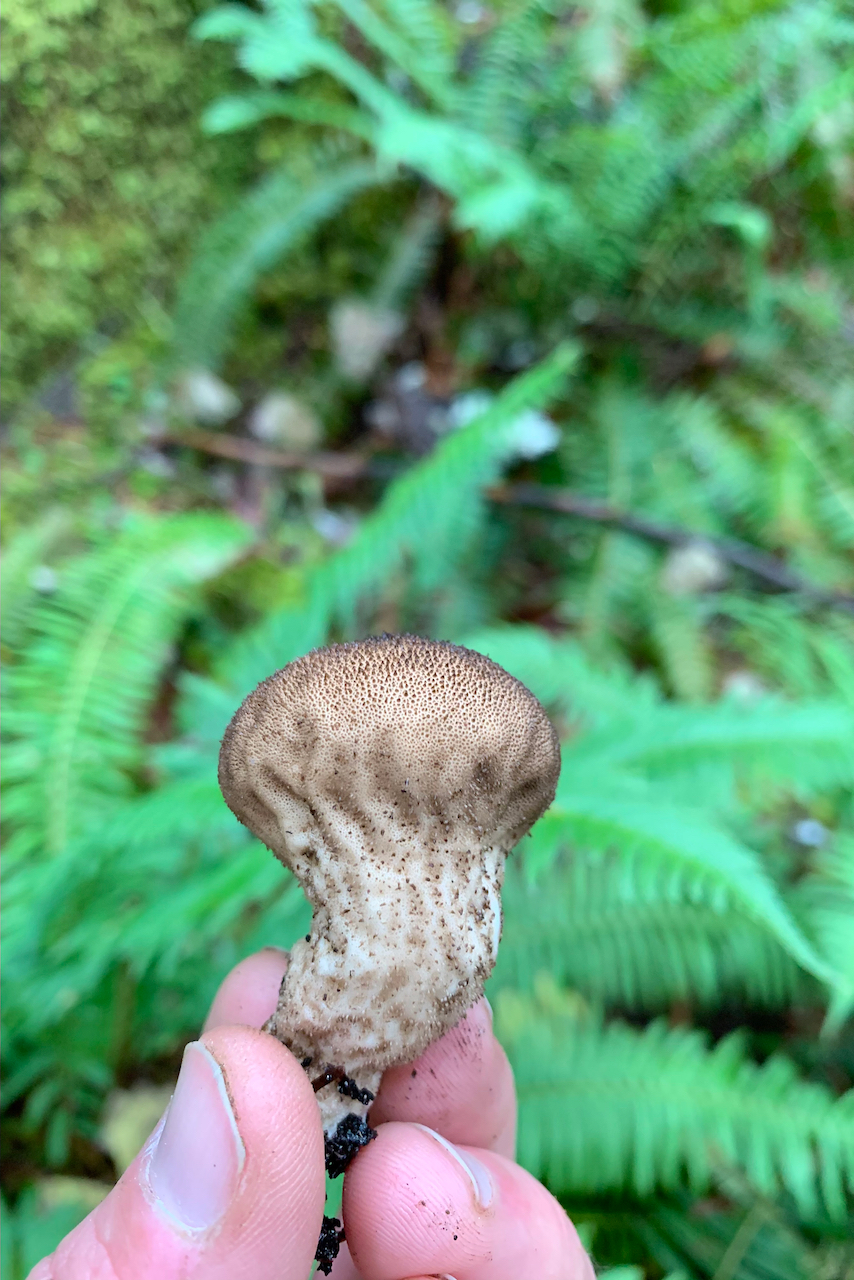